# Княжий тракт
Княжий тракт — путівець часів Київської Русі, що з'єднував Київ з Молдовою. Частина шляху пролягала територією сучасної Тернопільщини — зх. схилами гір Медобори (Товтри).
Сліди Княжого тракту частково помітні в Збаразькому (біля сіл Максимівка й Романове Село), Підволочиському (біля сіл Жеребки, Колодіївка, Полупанівка, Старий Скалат, Новосілка), Гусятинському (біля сіл Вікно і Красне) районах. 15—17 ст. частина Княжого тракту стала дорогою, якою татари здійснювали грабіжн. напади (див. Кучманський шлях, Чорний шлях). До поч. 20 ст. відомий як Гостинець.